# Варкей Вітайятіл
Варкей Вітайятіл (англ. Varkey Vithayathil; *29 травня 1927, Парур — †1 квітня 2011, Кочі) — індійський кардинал, Верховний архієпископ Ернакулам-Ангамалі, Глава Сиро-Малабарської католицької церкви (1999—2011).

## Біографія
2 серпня 1947 року прийняв чернечі обіти в Згромадженні Найсвятішого Ізбавителя. Навчався в студійних осідках свого Згромадження. 12 червня 1954 року прийняв священичі свячення. Далі навчався в Папському Університеті святого Томи Аквінського в Римі (докторат з канонічного права на підставі дисертації «Виникнення і розвиток сиро-малабарської ієрархії») і в Університеті в Карнатака (магістр філософії). Впродовж тривалого часу викладав канонічне право та інші предмети у Вищій духовній семінарії отців Редемптористів в Бангалорі. У 1978—1984 роках був настоятелем редемптористської провінції Індії та Шрі-Ланки, а в 1984—1985 роках був головою індійської національної конференції чернечих орденів. У 1990—1996 роках був апостольським адміністратором бенедиктинського монастиря в Асірванам.
11 листопада 1996 року Папа Римський Іван-Павло II призначив священика Варкея Вітайятіла титулярним архієпископом Ахридським, апостольським адміністратором Верховного Архієпископства Ернакулам-Ангамалі, у зв'язку з відставкою попереднього Глави Сиро-Малабарської католицької церкви кардинала Антонія Падійяри. Єпископську хіротонію отримав 6 січня 1997 року в соборі святого Петра з рук Івана Павла II. 23 грудня 1999 року призначений Верховним архієпископом Ернакулам-Ангамалі.
Отримав сан кардинала-пресвітера на консисторії 21 лютого 2001 року. Брав участь у конклаві 2005 року, який обрав папу Бенедикта XVI.
У 2008—2010 роках був головою Єпископської конференції Індії.
Помер 1 квітня 2011 року раптово, внаслідок обширного інфаркту.
Похорон відбувся 10 квітня 2011 року в Ернакулам. У похоронних богослужіння, крім єпископів і священиків Сиро-Малабарської церкви, взяли участь голова Конференції єпископів Індії, архієпископ Бомбея кардинал Освальд Ґрасіас, архієпископ Ранчі кардинал Телесфор Топпо, апостольський нунцій в Індії архієпископ Сальваторе Пеннакіо, секретар Конгрегації Східних Церков архієпископ Циріл Васіль, єпископи Сиро-Маланкарської і Латинської Церков. Тіло кардинала Вітайятіла було похоронене в Кафедральній базиліці Святої Марії в Ернакулам.